# Hidrotratamiento
El término hidrotratamiento es utilizado en la industria petroquímica y otras para distintos tratamientos con el hidrógeno, H2. Es un término que a veces induce a confusión, pues parece indicar un tratamiento con agua (hidrotratamiento) cuando en realidad es con hidrógeno (hidrógenotratamiento).
Se trata normalmente de reacciones de hidrogenación utilizando hidrógeno gaseoso sobre mezclas de sustancias, generalmente complejas. Al tratarse de reacciones industriales es habitual el uso de catalizadores, alta temperatura o calor, o combinaciones de los mismos.

## Hidrotratamiento en la industria petroquímica
Un ejemplo en la industria petroquímica es el hidrotratamiento de naftas. En él se tratan estas fracciones del petróleo con hidrógeno gaseoso, usando catalizadores, alta temperatura y presión. Se producen distintos tipos de reacciones químicas:
Las olefinas (alquenos en la nomenclatura química IUPAC recomendada) adicionan una molécula de hidrógeno en cada doble enlace carbono-carbono, convirtiéndose en parafinas (alcanos en la nomenclatura IUPAC recomendada). Esta reacción se denomina de saturación, significando con ello que la molécula de alqueno ha adquirido la máxima cantidad posible de átomos de hidrógeno.
Los hidrocarburos aromáticos también adicionan moléculas de hidrógeno y se transforman en hidrocarburos nafténicos o en la nomenclatura IUPAC recomendada, cicloalcanos.
Los hidrocarburos oxigenados reemplazan sus átomos de oxígeno por átomos de hidrógeno, y los átomos de oxígeno que salen se combinan con moléculas de hidrógeno formando agua.
Los hidrocarburos nitrogenados reemplazan sus átomos de nitrógeno por átomos de hidrógeno, y los átomos de nitrógeno que salen se combinan con moléculas de hidrógeno formando amoníaco.
Finalmente los hidrocarburos que contienen azufre reemplazan sus átomos de azufre por átomos de hidrógeno, y los átomos de azufre que salen se combinan con moléculas de hidrógeno formando sulfuro de hidrógeno.
Luego se separan los hidrocarburos del resto de las sustancias y se someten a otros tratamientos hasta conseguir las características deseadas.
Así se consigue modificar las características de los distintas fracciones del petróleo para obtener productos finales que se ajusten a las especificaciones comerciales requeridas, ya sea para su uso como combustible, que es el más común, o para cualquier otro. También son importantes las normas legales, como por ejemplo las que regulan el contenido de azufre, elaboradas a fin de minimizar daños en el medio ambiente como los debidos a la lluvia ácida, provocada entre otras causas por la combustión de productos que contienen azufre.
- Datos: Q5897192